# Vincenc Strašryba
Vincenc Strašryba (zemřel v srpnu 1582 v Lounech) byl sochař a kameník původem z Vratislavi. Začátkem 70. let 16. století přišel do Čech, kde žil nejprve v Litoměřicích a pak v Lounech. Dochovaly se jeho práce v Lounech a v chrámu svatého Víta.

## Životopis
Strašryba pocházel z Vratislavi. Jediný doklad pro toto tvrzení představuje zápis o Strašrybově přijetí za lounského měšťana. Rok jeho narození není známý a k jeho životu před příchodem do Čech nejsou žádné prameny. První zpráva o jeho pobytu v Čechách pochází z roku 1573, kdy začal pracovat na stavbě kašny v Lounech, tehdy však ještě bydlel v domě na litoměřickém předměstí Dubina. Za lounského měšťana byl přijat v roce 1576. V březnu 1581 si v Lounech, na předměstí Benátky, koupil za 210 míšeňských kop dům a vinici v poloze Černodoly severně od města.
V létě 1582 vypukla v Čechách epidemie moru, která zasáhla i Louny. Jednou z mnoha obětí se stal i Strašryba. 17. srpna toho roku sepsal závěť, týden nato byl již mrtev. Řízení Strašrybovy dílny převzala sestra Dorota.

## Dílo

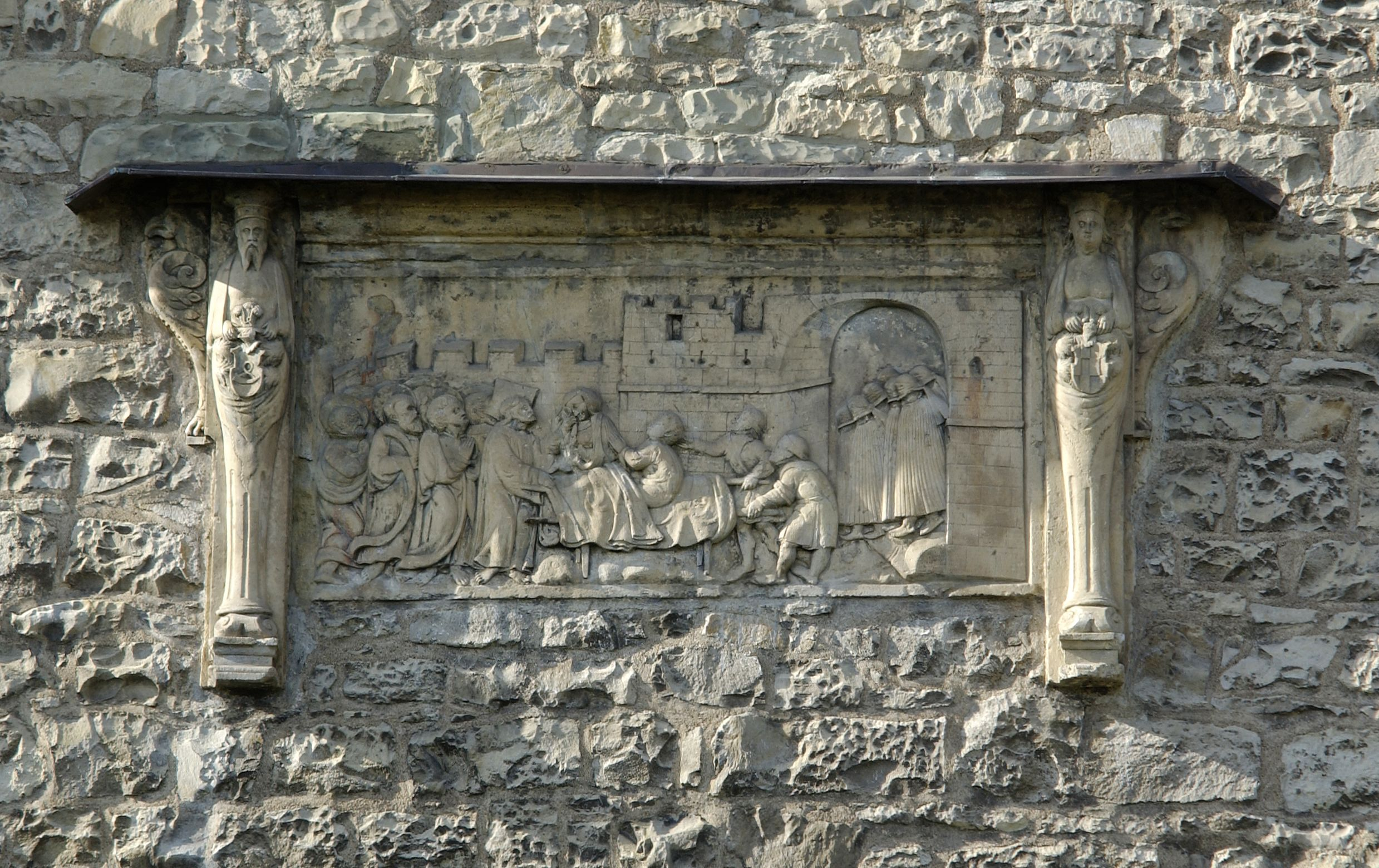
Vincenc Strašryba: Vzkříšení syna vdovy z Naimu

Strašryba byl členem cechu litoměřických zedníků a kameníků. Vedl dílnu, jejíž rozsah neznáme. Z Litoměřic je mu připisována jediná dochovaná práce, portál domu čp. 4 U Modrého hroznu v Jezuitské ulici.
Nejvýznamnějším Strašrybovým dochovaným dílem, nedokončeným ovšem za jeho života, je náhrobek Jana Popela z Lobkovic († 1569), umístěný v kapli sv. Ondřeje zvané též Martinické v chrámu svatého Víta. Jedná se o epitaf z bílého mramoru s korintskými sloupy a bohatou figurální výzdobou. Jeho popis včetně vyobrazení podal počátkem 20. století Antonín Podlaha. Náhrobek dokončila v roce 1594 Strašrybova dílna, jejíž řízení převzala jeho sestra Dorota. Pro šlechtického investora pracoval i na zámku Nový Hrad u Loun, který procházel renesanční přestavbou. Václav Strážský z Liběchova však Strašrybu u lounského soudu zažaloval za nekvalitní provedení práce.

Těžištěm Strašrybovy činnosti však byly zakázky pro město Louny. Kvalitní sochařskou prací je kamenný reliéf, který byl původně osazený nad východním portálem hřbitova při kostele sv. Petra. Někdy před rokem 1897 byl sejmut. Na své dnešní místo na severní straně věže kostela Matky Boží v Lounech se dostal před rokem 1868, kdy jeho lokaci zachytil František Beneš. Na to, co je námětem reliéfu, existují dva názory. Starší z nich, a evidentně ten správný, publikoval už v roce 1868 zmíněný Fr. Beneš. Podle něj se jedná o Vzkříšení syna naimské vdovy. Tento příběh je zachycen v Lukášově evangeliu 7,11–17. Bohumil Matějka přišel s teorií, že se jedná o Vzkříšení svatého Lazara. Událost je zaznamenána v Janově evangeliu 11,1–44. Jeho názor pak převzala veškerá další regionální i uměnovědná literatura. Oprávněnost první verze ale dokládá skutečnost, že máry se zesnulým jsou vynášeny branou ven z města, k níž se blíží Ježíš se svými učedníky. Za branou následuje máry dav lidí, stejně tak, jak to popisuje Lukášovo evangelium. Procitající mladík vztahuje ruce ke své matce a Ježíšovi.

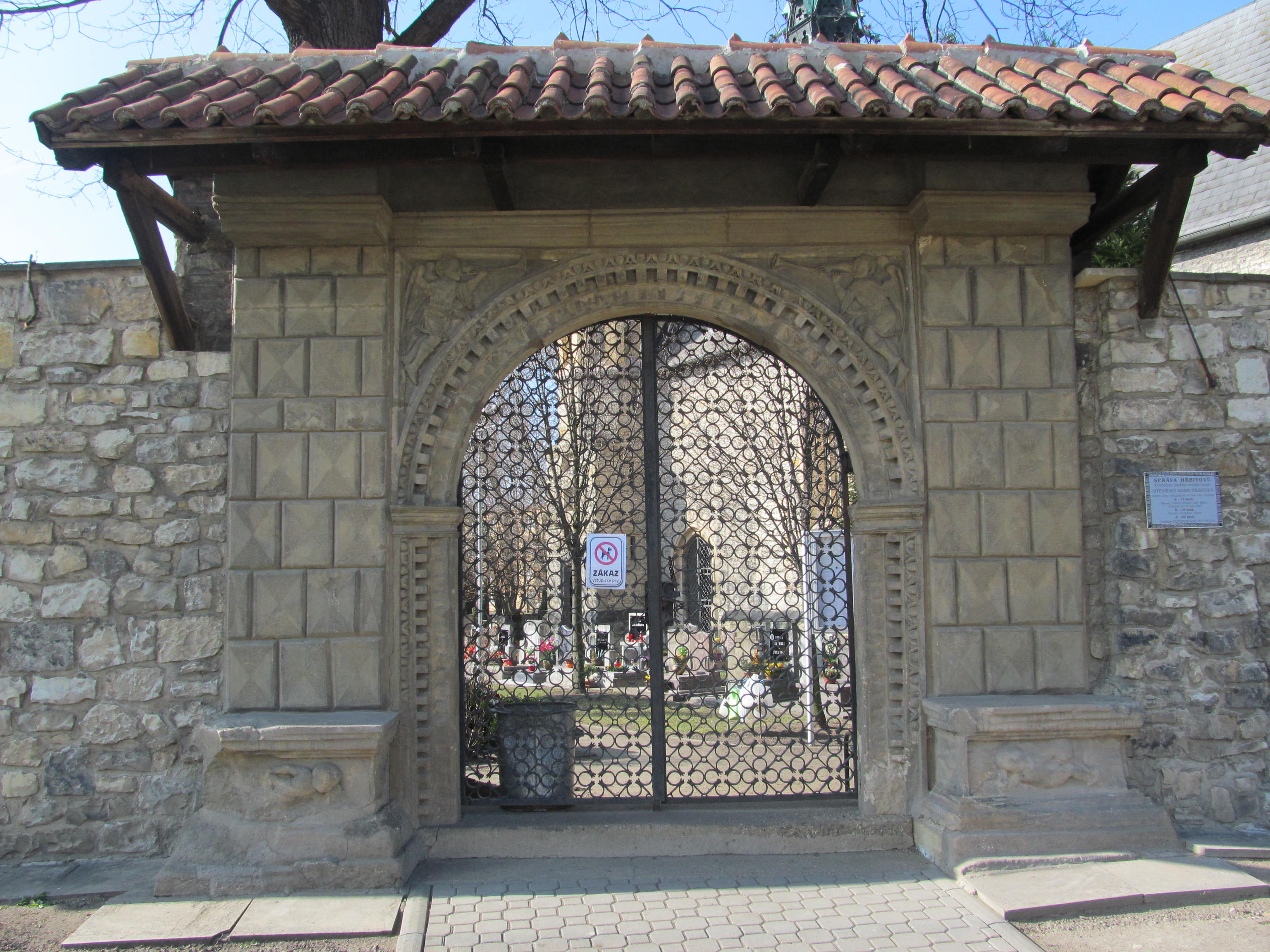
Východní hřbitovní brána u kostela sv. Petra

Dalšími Strašrybovými dochovanými pracemi v Lounech jsou dvě brány ve zdi, vymezující areál hřbitova kolem kostela svatého Petra. 

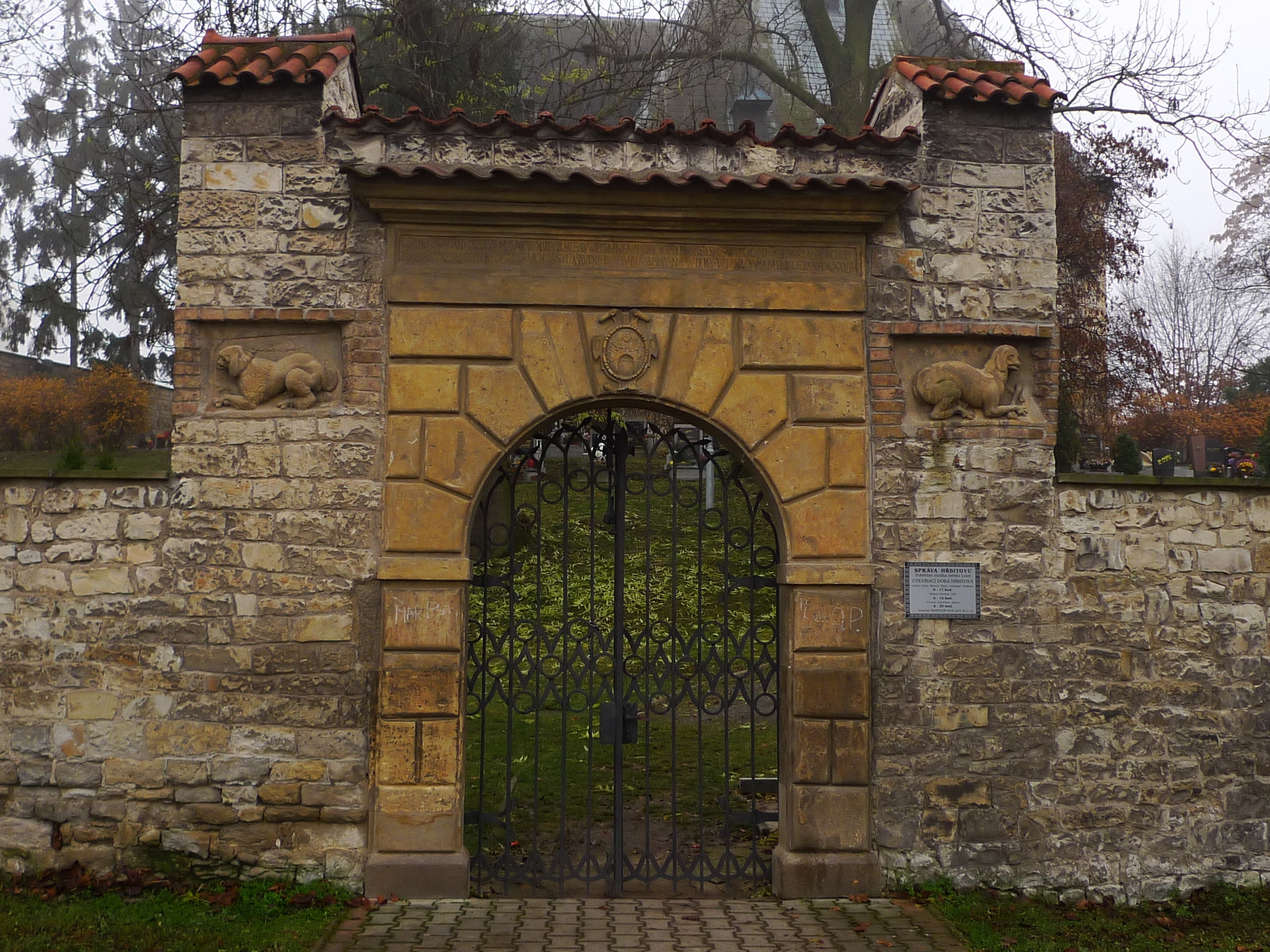
Severní portál hřbitova u sv. Petra

 Severní portál je obloukový s bosáží. V klenáku nad ním je vytesaný městský znak, ve vlysu je text modlitby s letopočtem 1577. Po stranách portálu jsou umístěny reliéfy psů hryzajících kosti. Východní brána je zdobená zubořezem, po stranách je dvojice troubících andělů. Kladí nad portálem neslo zmíněný reliéf Vzkříšení syna naimské vdovy.
Strašrybovi připisují Vít Honys a Petr Hrubý dětský figurální kenotaf Zikmunda Tábora z Lukavce (†1577), po restaurování sekundárně umístěný v interiéru kostela sv. Petra. S jeho jménem bývá spojován i znak erbovní měšťanské rodiny Táborů z Lukavce, druhotně osazený na nádvorní straně domu čp. 127 v Lounech.
Největším Strašrybovým podnikem vůbec zřejmě byla kašna, postavená na lounském rynku. V květnu 1573 uzavřelo město Louny s kameníkem smlouvu na její vybudování. Na jaře následujícího roku se práce naplno rozběhly. Na náměstí byla zřízena kamenická huť, kam se vozil kámen z blízkých lomů, mj. i z Tuchořic. Na zřízení vodního režimu kašny, v tehdejší terminologii roury, byla uzavřena smlouva se zvonařem ze Žitavy Tobiášem Laubnerem, který opatřil i mosazné trubky. Dne 13. srpna 1576 byla kašna uvedena do provozu. Kašna však Lounským nesloužila dlouho. V říjnu 1700 městská rada rozhodla o jejím zboření, protože nebyla funkční. O dva roky později došlo k její demolici. Na stavbu kašny nové uzavřelo město smlouvu s žateckým kameníkem Janem Jiřím Weldym.
Lounský měšťan Jan Mojžíš, který psal svou kroniku města v 80. letech 18. století, měl ještě v rukou její popis z doby, kdy existovala. Tvořil ji dvanáctihran, průměr činil něco přes sedm metrů. Na jejím ochozu stálo dvanáct plastik: čtyři lvi, psi a zbrojnoši, každá z nich s heraldickým štítem. Na jednotlivých polích ochozu bylo vytesáno dvanáct biblických příběhů, jejichž námětem byla voda. Ve středním podstavci kašny byly kamenné plastiky s mosaznými trubičkami, z nichž vytékala voda. Jeho vrchol tvořily alegorické plastiky Víry, Lásky a Spravedlnosti. Nejvýše byl železný tepaný orel s korunou.

## Galerie

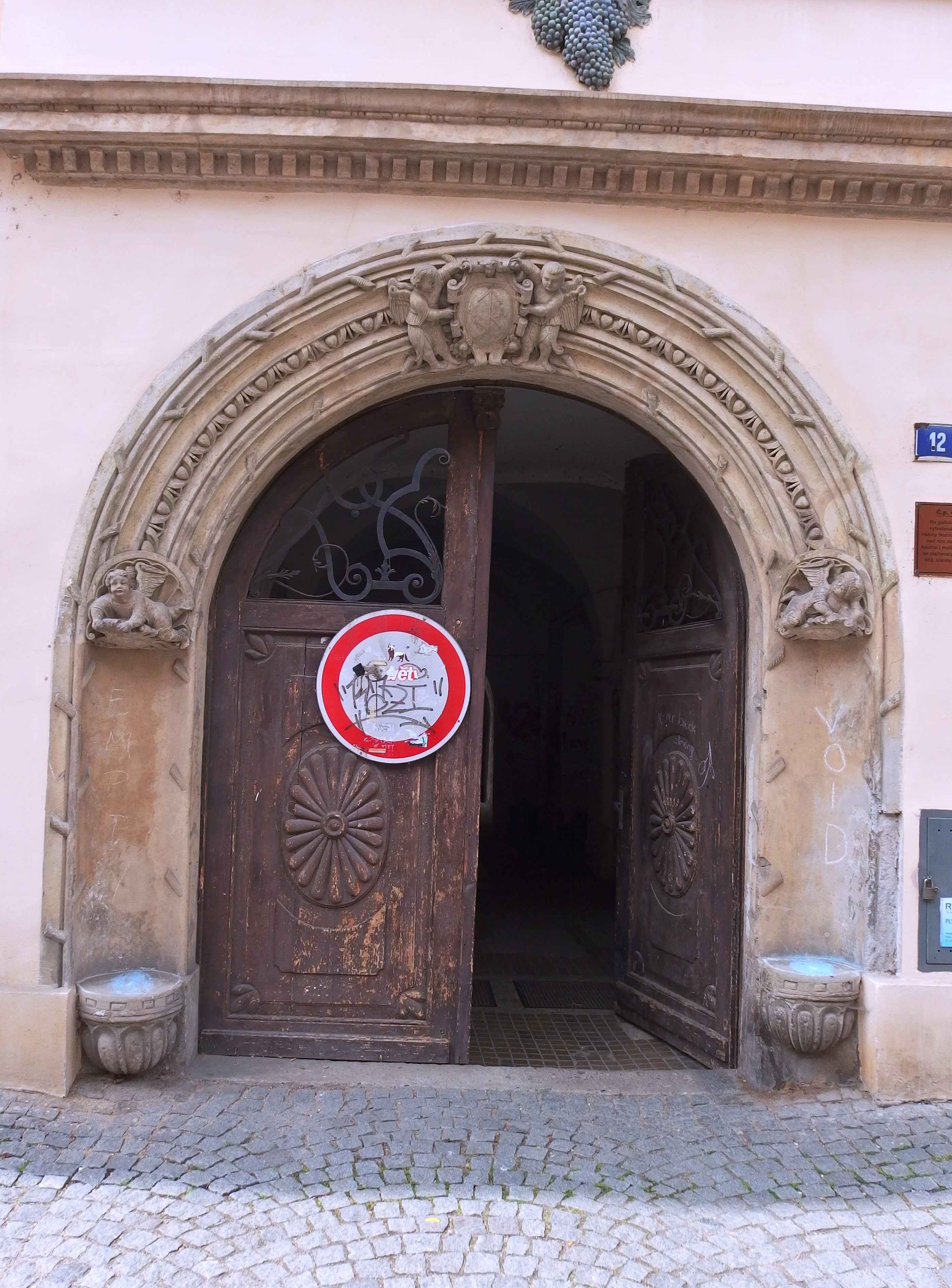
Portál domu U Modrého hroznu v Litoměřicích
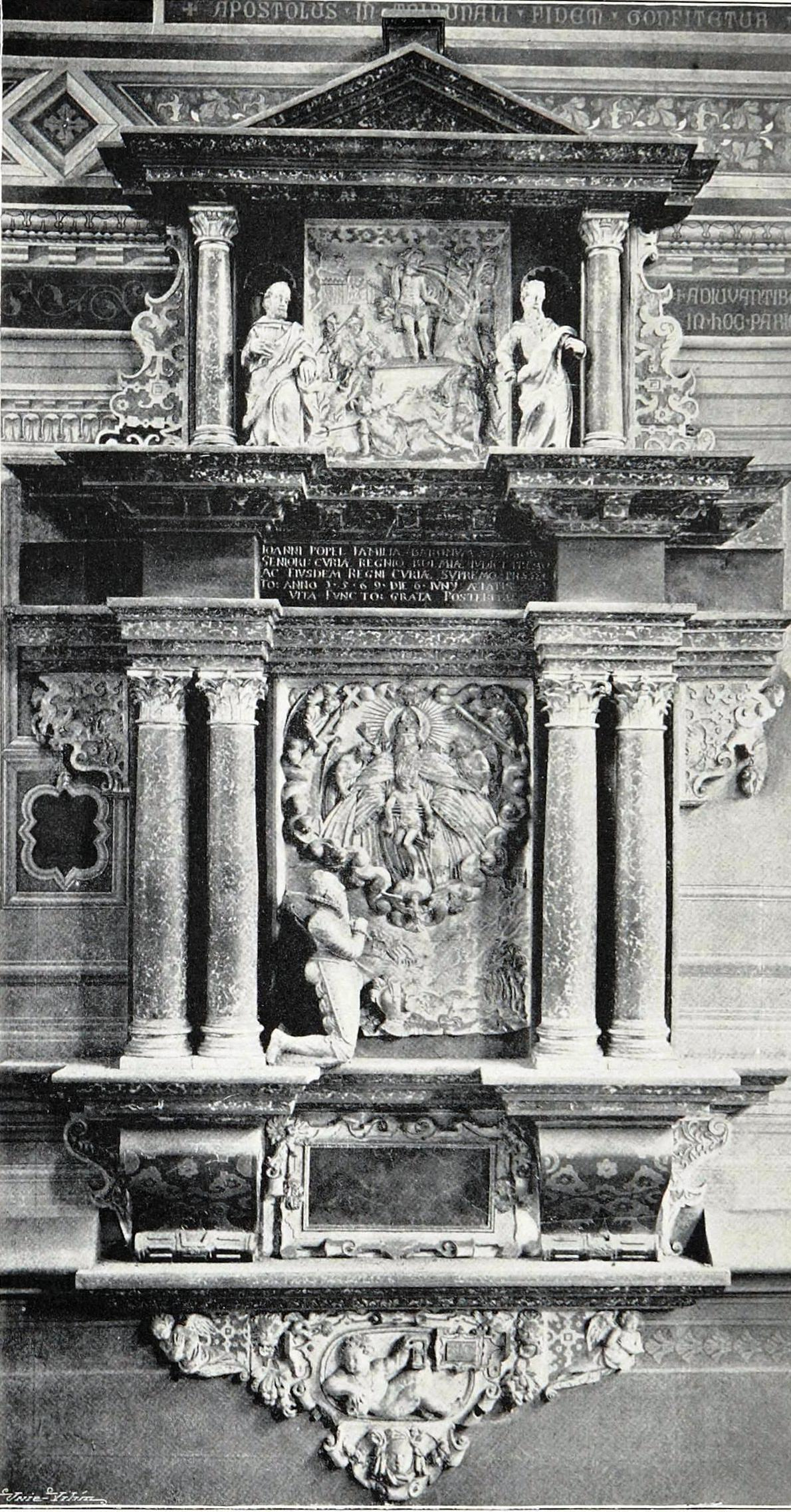
Náhrobník Jana st. Popela z Lobovic